# Stefan Salzl
Stefan Salzl (* 29. Juni 1948 in Illmitz) ist ein österreichischer Tierarzt und Politiker (FPÖ). Salzl war Abgeordneter zum Nationalrat und Klubobmann des FPÖ-Landtagsklubs im Burgenland.

## Ausbildung und Beruf
Stefan Salzl besuchte zwischen 1954 und 1958 die Volksschule in Illmitz und im Anschluss das Bundesrealgymnasium und Bundesgymnasium Mattersburg sowie ein Gymnasium in Wien. Nach der Matura 1967 leistete Salzl zwischen 1967 und 1968 den Präsenzdienst ab und studierte im Anschluss Veterinärmedizin. 1979 schloss er sein Studium mit dem akademischen Grad Dr. med. vet. ab.
Stefan Salzl ist seit 1977 als selbständiger Tierarzt und war von 1986 bis 1991 Amtstierarzt beim Amt der Burgenländischen Landesregierung und der Bezirkshauptmannschaft Eisenstadt. 2005 übernahm Salzl das Amt des Landestierschutzobmannes.

## Politik
Salzl war zwischen 1991 und 1994 Abgeordneter zum Burgenländischen Landtag und wechselte von 7. November 1994 und dem 28. Oktober 1999 in den Nationalrat. Salzl war zudem von 1992 und 2002 Bürgermeister von Halbturn und ab 1992 Bezirksparteiobmann der FPÖ Neusiedl am See. Er war zudem ab 1993 Mitglied der Bundesparteileitung.
Im Jahr 2000 wechselte Salzl zurück in den Burgenländischen Landtag und wurde Klubobmann der FPÖ. Nachdem Salzl ab 1992 Landesparteiobmann-Stellvertreter der FPÖ Burgenland gewesen war, übernahm er im Jahr 2000 das Amt des Landesparteiobmanns. Salzl schied am 31. Dezember 2004 aus dem Landtag aus und wurde am 16. Jänner 2005 von Johann Tschürtz als Landesparteiobmann beerbt.